# Рајли Стил
Рајли Стил (енгл. Riley Steele; 26. август 1987) америчка је порнографска глумица.

## Каријера
Рајли Стил је рођена у Сан Дијегу, Калифорнија, а одрасла је у Ескондиду. Каријеру у индустрији за одрасле је отпочела 2008. године. Потписује ексклузивни уговор са студиом Дигитал Плејграунд. Први филм који је снимила био је Naked Aces 5. Глумила је у великом дијапазону порнографских жанрова, као што су мастурбација са и без дилда, вагинални секс, групни секс, анални секс и орални секс. У јануару 2011. године, била је домаћин на церемонији доделе АВН награде.
Изван порно-света је најпознатија по улози у хорор-филму Пирана 3Д где је тумачила лик порно-глумице Кристал. До 2014. године појавила се у преко 60 филмова за одрасле.

## Награде
- 2011 AVN Award — Best All-Girl Group Sex Scene — Body Heat[8]
- 2011 AVN Award (The Fan Awards) — Wildest Sex Scene — Body Heat[8]
- 2011 AVN Award — Crossover Star of the Year[8]
- 2011 XBIZ Award — Crossover Star of the Year[9]
- 2012 XBIZ Award - номинација — Female Performer of the Year[10]
- 2012 AVN Award (The Fan Awards) — Best Body, Favorite Pornstar, Hottest Sex Scene, Twitter Queen[11]
- 2013 XBIZ Award — Best Scene (Vignette Release) — In Riley’s Panties[12]
- 2013 XBIZ Award — Best Scene (All-Girl) — Mothers & Daughters[12]
- 2013 AVN Award (The Fan Awards) — Best Body[13]
- 2013 AVN Award (The Fan Awards) — Favorite Pornstar[13]
- 2014 AVN Award (The Fan Awards) — Favorite Female Porn Star[14]

## Изабрана филмографија
1. Pirates II: Stagnetti’s Revenge (2008)
2. Nurses (2008)
3. Naked Aces 5 (2008)
4. Riley Steele: Scream (2009)
5. Riley Steele: Perfect Pet (2009)
6. Riley Steele: Love Fool (2009)
7. Riley Steele: Honey (2009)
8. Riley Steele: Chic (2009)
9. Jack’s Teen America: Mission 23 (2009)
10. Jack’s POV 14 (2009)
11. Fly Girls (2009)
12. Bad Girls 2 (2009)
13. Teachers (2009)